# Johanna Sönnichsen
Johanna Sönnichsen auch Hanna Sönnichsen (* 9. Dezember 1881 auf der Honkenswarf in Langeneß auf der gleichnamigen Hallig; † 27. April 1968 in Breklum) war eine deutsche Landschaftsmalerin.

## Leben
Johanna Sönnichsen war die Tochter des Schiffers Johannes Sönnichsen und dessen Ehefrau Pauline, geb. Haysen.
Sie fand durch die Bekanntschaft mit der Malerin Amelie Ruths und dem Landschaftsmaler Willy Graba, die als Sommergäste zum Malen auf die Hallig kamen und im Haus ihrer Familie auf der Ketelswarf wohnten, zur Malerei. Sie bildete sich autodidaktisch weiter und verschrieb sich der Landschaftsmalerei, speziell mit den Ansichten von Halligen.
1938 besuchte Paul Wassily in Begleitung des österreichischen Kunstschriftstellers Arthur Roessler die Hallig Langeneß, daraus entwickelte sich eine Freundschaft zwischen Paul Wassily und Johanna Sönnichsen, sodass sie diesen 1946 auf die Hallig Langeneß einlud und sie gemeinsam arbeiten konnten.
Ihre Kunst steht in der Tradition einer dem impressionistischen Realismus verpflichteten Landschaftsmalerei.
Joachim Wergin schrieb über sie: ... Als Nächstes ist nun wohl das Wort "Kantenmalerin" zu erläutern, mit dem man Hanna Sönnichsens Arbeiten treffend charakterisiert, das aber dem Uneingeweihten unverständlich sein dürfte. Es drückt ein Stück Halliggeschichte aus. Kante ist das ungeschützte Ufer, an der die See unaufhörlich nagte, bis in unserem Jahrhundert alle Halligen mit einer Steinkante versehen wurden, die dem ständigen Abbruch Einhalt gebot und die Eilande so vor dem völligen Versinken im Wattenmeer bewahrte. Diese alte Abbruchkante wurde zu bevorzugten Thema in den Arbeiten von Hanna Sönnichsen. Vielleicht sah sie darin ein Symbol für die irdische Vergänglichkeit, oder sie mag auch auf diese Weise viel Schweres in ihrem eigenen Leben verarbeitet haben...
Sie lebte fast ihr gesamtes Leben auf Langeneß; 1968 zog sie aus Krankheitsgründen nach Breklum auf das Festland um.
Von 1954 bis zu ihrem Tod gehörte Johanna Sönnichsen dem Berufsverband der Bildenden Künstler Schleswig-Holstein an.

## Werke
Werke von Johanna Sönnichsen befinden sich in der Kunsthalle zu Kiel sowie im Nissenhaus in Husum, unter anderem: 
- Abbruchkante[1]
- Westerwarft auf der Hallig Nordstrandischmoor[2]
- Halligufer mit blühender Bonnestave[3]
- Halligufer Langeneß[4]